# Luigi Sodo

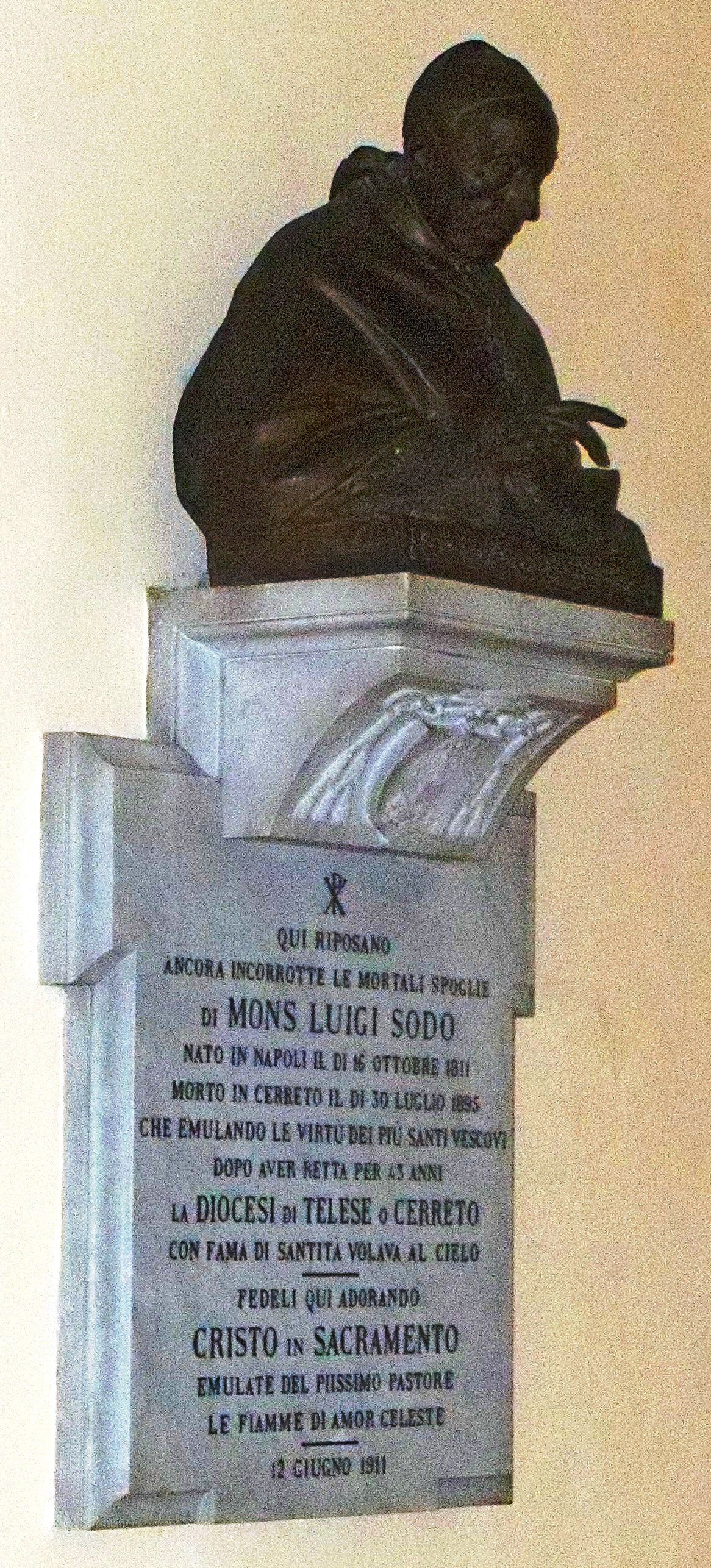
Grób bpa Sodo w Katedrze Cerreto Sannita

Luigi Sodo (ur. 26 maja 1811 w Neapolu; zm. 30 lipca 1895) – Sługa Boży Kościoła katolickiego, włoski biskup.

## Życiorys
Został ochrzczony w dwa dni po urodzeniu, 28 maja 1811 roku w kościele San Giuseppe Chiaia. W dniu 21 września 1833 roku został wyświęcony na diakona przez kardynała Filippo Giudice Caracciolo. W 1834 roku otrzymał święcenia kapłańskie, potem został mianowany rektorem kościoła św. Marii Egipcjanki na Pizzofalcone. W 1847 roku objął stanowisko pierwszego asystenta zgromadzenia Pobożnego Gathering. W dniu 27 czerwca 1853 roku został mianowany biskupem diecezji Cerreto Telese. Zmarł 30 lipca 1895 roku po upadku, który spowodował pęknięcie kości udowej w opinii świętości. Został pochowany w kaplicy cmentarnej Ungaro Cerreto Sannita. W dniu 8 marca 1910 roku doszło do ekshumacji jego ciała. Jego ciało nie uległo rozkładowi. Został pochowany w kaplicy Najświętszego Sakramentu katedry Cerreto Sannita, a w dniu 12 maja 1916 roku rozpoczął się jego proces beatyfikacyjny.